# Francuska livra
Livra (fran. livre, od lat. libra) je bila francuska valuta do 1795., koja se temeljila na vrijednosti srebra. Postojalo je više vrsta livri, nekada i istovremeno. Izraz livra se odnosi na novčanu jedinicu i na njene kovanice i novčanice. 
Po etimologiji, livra odgovara novčanoj i težinskoj jedinici funta, i valuti lira u drugim zemljama. 
Livru je u upotrebu uveo Karlo Veliki kao ekvivalent jedne funte srebra. Godine 1656. vrijednost livre je određena kao vrijednost 7,69 grama srebra. 
Livra se dijelila: 1 livra = 20 sua = 240 deniera 